# Leptomya rostrata
Leptomya rostrata is een tweekleppigensoort uit de familie van de Semelidae. De wetenschappelijke naam van de soort is voor het eerst geldig gepubliceerd in 1868 door H. Adams.